# Dějiny papežství

Papežský znak

Dějiny papežství jsou historií úřadu papeže jako nejvyššího pozemského představitele katolické církve od sv. Petra (30–64/67) po současnost. Dějiny papežství jsou do značné míry odrazem obecných dějin.
Papež (z lat. papa a řec. παπάς, papas, zdrobnělý výraz pro otce) – římský biskup – je podle katolického učení zástupcem (náměstkem) Ježíše Krista na Zemi a nástupcem svatého apoštola Petra, který je považován za prvního biskupa města Řím.

## Za římské říše (30–493)
V průběhu 1. století se křesťanství rozšířilo do mnoha asijských i evropských regionů Římské říše. Křesťanské obce vznikaly v Sýrii, Malé Asii, Egyptě, Řecku i v samotném Římě. Zejména v západní polovině římské říše však křesťanství až do konce 3. století patřilo k minoritním náboženstvím a jeho zástupci byli často pronásledováni.
V 1. století se teprve utvářela pevná církevní organizace. Podle biblických příběhů apoštolové putovali po Římské říši a zakládali křesťanské obce. Dohlíželi na dodržování pořádku a pravověrného učení, pro svou misijní činnost spojenou s častými cestami se však nemohli bezprostředně podílet na správě a vedení církevních obcí. Na činnost obcí tak jako její představení dohlíželi podle židovského vzoru osvědčené osoby, tzv. starší (presbyteři) podílející se na organizaci, rozhodování, volbách a soudech. Většinu duchovních úkolů zajišťovali proroci a učitelé. Zatímco proroci vedli modlitby, kázali a mluvili z Božího vnuknutí (prorokovali), učitelé se zaměřili na výuku aktivních členů i kandidátů pro vstup do církve, řešili záležitosti morálky a interpretovali význam křesťanských spisů. Uvádění do úřadu probíhalo vkládáním rukou, jímž shromáždění křesťané prosili Boha o seslání darů Ducha svatého pro vybraného jedince. Ve Skutcích apoštolů se píše: „Přivedli je před apoštoly, ti se pomodlili a vložili na ně ruce“.

Na přelomu 1. a 2. století jsou v písemných pramenech poprvé zmiňováni biskupové (z řeckého έπίσκοπος episkopos – dohlížitel, ochránce, zodpovědný). Původně měli jen málo pravomocí, zejména vykonávání rituálů (křtiny, svatby, pohřby). Volili a světili je presbyteři a v jedné obci mohlo být i několik biskupů současně. Funkce presbyterů a biskupů však někdy splývala, až se biskupové v průběhu 2. – 3. století stali hlavními správci církevní obce, kteří řídili její život, ale také disponovali s pokladnou. Kvůli pronásledování i věroučným sporům přestali být vybíráni presbytery a namísto toho se potvrzovali navzájem – nově zvolený biskup si vyžádal „přijetí do společenství“ (tzv. communio) od okolních biskupů nebo od biskupa spravujícího některou významnou křesťanskou obec. 

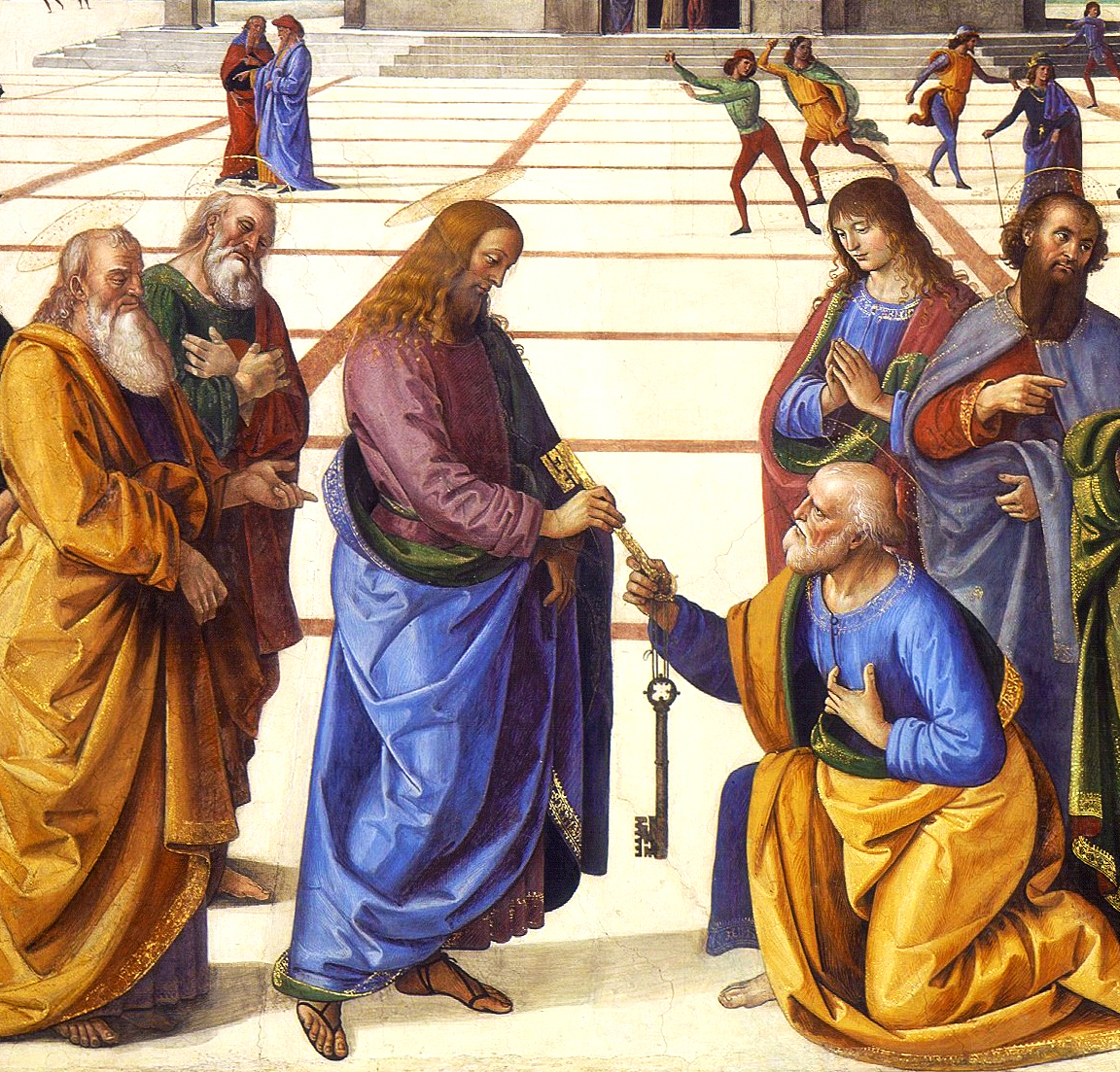
Sv. Petr přijímá klíče od Ježíše Krista (Pietro Perugino, 1481–1482)

Ve 3. a 4. století se biskupové v celém Středomoří běžně nazývali papeži (z řeckého slova papas – otec). Postupem času se do popředí dostali biskupové Říma, kteří spravovali křesťanskou komunitu v hlavním městě římské říše a navíc se považovali za přímé nástupce sv. Petra (a tím i Ježíše Krista). Své nadřazené postavení opírali o Matoušovo evangelium, kde se píše: „A já ti pravím, že ty jsi Petr; a na této skále zbuduji svou církev a brány pekel ji nepřemohou. Dám ti klíče království nebeského, a co odmítneš na zemi, bude odmítnuto v nebi, a co přijmeš na zemi, bude přijato v nebi“. Od 6. století proto označení „papež“ náleželo pouze římským biskupům, přičemž za prvního papeže je v římskokatolické tradici pokládán sv. Petr, ačkoliv se tak sám neoznačoval.
Užití tohoto titulu pro římského biskupa je poprvé doloženo v době sv. Marcellina († 304), který je papežem nazván v epitafu hrobky jáhna Severa v Kalixtových katakombách. Oficiálně se sám jako „papa“ poprvé označil Siricius (384–399), běžné užívání titulu „papež“ se pak objevuje až v době Řehoře Velikého (590–604).
První dochovaný seznam římských biskupů sestavil biskup Irenej z Lyonu kolem roku 180. Uvádí v něm jména 12 osob od sv. Petra po sv. Eleutheria. O mnohých římských biskupech z prvních tří století křesťanské éry však není známo téměř nic. Často se zachovaly jen nejasné zmínky, není přesně známá doba, po kterou vykonávali svůj úřad a není jisté ani místo jejich posledního odpočinku. Zatímco u prvních biskupů se předpokládá pohřbívání v blízkosti hrobu sv. Petra (nyní pod Svatopetrskou bazilikou), ve 3.–4. století byli často ukládáni v Kalixtových katakombách.

Římští biskupové neměli žádnou světskou moc a část z nich podlehla mučednické smrti nebo byla donucena odejít do vyhnanství. Pronásledování někdy ústilo v delší období sedisvakance, kdy nový biskup nemohl být zvolen (např. po smrti sv. Fabiána, sv. Sixta II. a zejména sv. Marcellina). V této době vznikala první nařízení, týkající se organizace církve i liturgie. Také však docházelo k rozporům, objevovaly se různé názorové proudy i hereze (gnosticismus, montanismus, markionismus) a ze 3. století jsou známé i první dva případy vzdoropapežství (217–235 sv. Hippolyt, 251–258 Novacián).

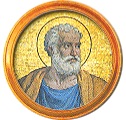
sv. Petr (cca 30–64/67)
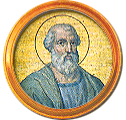
sv. Linus (64/67–78/79)
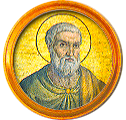
sv. Anaklét (78/79–90/91)
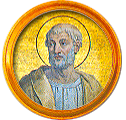
sv. Klement I. (90/91–97/100)
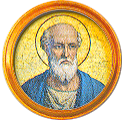
sv. Evaristus (97/100–105/107)
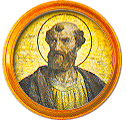
sv. Alexandr I. (105/107–115/116)
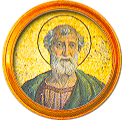
sv. Sixtus I. (115/116–125)
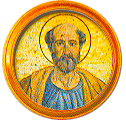
sv. Telesforus (125–136/138)
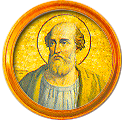
sv. Hyginus (136/138–140)
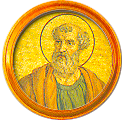
sv. Pius I. (140–154)
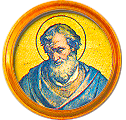
sv. Anicetus (154–167/168)
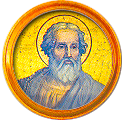
sv. Soter (167/168–174)
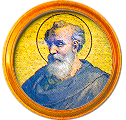
sv. Eleutherus (174–189)
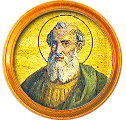
sv. Viktor I. (189–199)
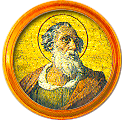
sv. Zefyrinus (199–217)
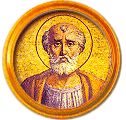
sv. Kalixt I. (217–222)
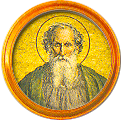
sv. Urban I. (222–230)
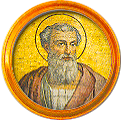
sv. Poncián (230–235)
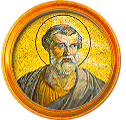
sv. Anterus (235–236)
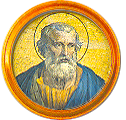
sv. Fabián (236–250)
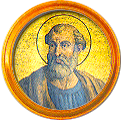
sv. Kornelius (251–253)
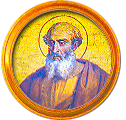
sv. Lucius I. (253–254)
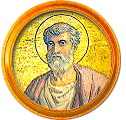
sv. Štěpán I. (254–257)
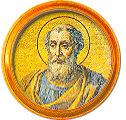
sv. Sixtus II. (257–258)
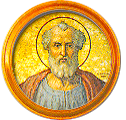
sv. Dionýsius (259–268)
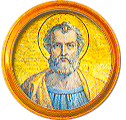
sv. Felix I. (269–274)
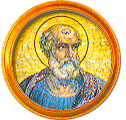
sv. Eutychianus (275–283)
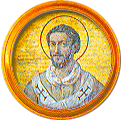
sv. Caius (283–296)
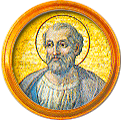
sv. Marcellinus (296–304)
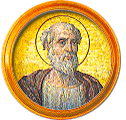
sv. Marcellus I. (308–309)
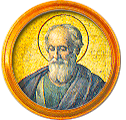
sv. Eusebius (309–310)

### Pozdní antika
Pontifikátem papeže Miltiada skončilo mučednické období prvních křesťanů. Právě tehdy vládl císař Konstantin I. Veliký, který přistoupil ke křesťanství a zajistil konec pronásledování. V únoru roku 313 vydal Milánský edikt, kterým zrovnoprávnil křesťanství s dalšími náboženstvími a zajistil ve své říši náboženskou svobodu.

## Ostrogótské papežství (493–537)
Moc západořímských císařů byla úplně zlikvidována ostrogótským dobytím Říma roku 476 a sesazením Romula Augusta. Absence světské moci vedla ke zmatkům. Obyvatelé města prosili reprezentanty jediné existující moci, k níž měli důvěru, tj. papeže, aby se ujali i světské vlády nad Římem. Prvním papežem, kterému tento úkol připadl, byl v 5. st. sv. Lev Veliký.
Sv. Lev Veliký byl nucen bránit město před útoky Hunů a Vandalů, nikoliv zbraní, ale vyjednáváním. Podařilo se mu odvrátit nebezpečí vyplenění Říma a odvlečení obyvatel do otroctví. Tento papež patří k vynikajícím organizátorům a proslul také jako autor mnohých teologických spisů. Sv. Lev posílil autoritu římských biskupů po všech stránkách. Římské biskupství se stalo autoritou politickou vedle autority duchovní a morální.

## Francké papežství (756–857)
V polovině 8. st. se vytvořil těsný svazek mezi papežem a franskými králi. Tento národ byl první, který přijal křest v katolické církvi. Král Chlodvík byl pokřtěn biskupem sv. Remigiem. Papežové posvěcovali vládu franských králů a ti pomáhali papežům upevnit jejich postavení. V roce 751 prohlásil papež Zachariáš králem franské říše Pipina. Požehnal svržení královské dynastie Merovejců a Pipina uznal jako ochránce náboženství a papežského stolce. Král na oplátku štědře obdaroval církev a pomohl papeži proti Langobardům. Pipin proti nim podnikl dvě výpravy a donutil je platit mu daně a postoupit mu řadu měst. Získaná území, včetně provincie římské, věnoval Pipin papeži. Tím byl položen základ samostatnému tzv. Církevnímu státu.
Papež Lev III. slavnostně pomazal a korunoval Karla Velikého v roce 800 za římského císaře. Tím začíná doba napětí mezi dvěma nositeli autority, císařem a papežem. Papež přestává být pouhou duchovní hlavou církve a stává se zároveň i představitelem světské moci. Tento proces probíhal už od 5. st. do roku 756, kdy Pipin uděluje papeži Štěpánovi kus území jako tzv. Církevní stát. Papež a císař se stávají rivaly, kteří si navzájem do svých kompetencí zasahují a nerespektují je.
Od začátku svého zvolení se musel Hadrián I. (772–795) potýkat s výpady krále Desideria. Karel nemohl připustit, aby Langobardi papežský stát obsadili, proto roku 774 vpadl do Itálie. Papež jej žádal, aby navrátil papežskému stolci téměř celou Itálii s výjimkou jihu, který byl v moci Byzance. Karel přes všechny sliby severní a střední Itálii připojil ke svému království. Papež byl tedy nucen spokojit se s částí, kterou mu předtím daroval Pipin. Papežství bylo odkázáno na Franskou říši a král měl právo vměšovat se do vnitřního života papežského státu.

## Temné období (904–964)
Papežství muselo za upevnění své moci dlouho bojovat. Byli závislí na franských králích, na německých císařích i na římské šlechtě. Papež byl dosazován na papežský stolec šlechtou a císaři. Svrhli a někdy taky zavraždili papeže, který jim nevyhovoval. Asi v polovině 9. st. se ustálil zvyk, kdy papeže jmenoval císař německý a pak ho už jen formálně volili v Římě.
Na konci raného středověku, tedy v 9 st., dochází k úpadku papežství. Ještě na začátku 9. století působil papež Mikuláš I. Veliký, který vystupoval proti pověrám o čarodějnicích, rovněž odmítal užívání útrpného práva. Duchovní, který by se účastnil takového výslechu má být exkomunikován. Mikuláš I. požaduje odstranění tortury (útrpného práva) ze soudnictví a prohlašuje její užívání za hřích. Dalším významným papežem 9. st. byl Jan VIII., v našich dějinách znám tím, že povolal do Říma Konstantina a Metoděje. Jan VIII. byl zavražděn svým příbuzným.
Na konci 9 st. se Říma zmocnil vévoda Quido Spoletský a vynutil si na slabém papeži Štěpánovi V., aby určil za svého nástupce jeho oblíbence Formosa. Papež Formosus byl pouze loutkou v rukou spoletského šlechtického rodu. Formosa byl později zabit rodem Spoletských za to, že vyjednával s Franskou říši. Na papežský stolec byl dosazen další papež Štěpán VI. Toho z trůnu svrhlo povstání římského lidu a ve vězení byl zardoušen. Tímto začíná éra, která je nazývána „saeculum obscurum“ (temné století). Zhruba 150 let trvala doba, kdy jsou papeži loutky v rukou římských patricijů, mají nízký věk a nedostatek vzdělání.
Papežové 10. st. mlčí ke hříchům vladařů a římské šlechty, neboť jsou pod jejich mocí. Řím ovládají senátor Teofylakt s manželkou Teodorou a jejich dvěma dcerami. Tyto ženy byly známé svým značně uvolněným sexuálním životem. Kronikáři mluví o tomto úseku papežských dějin jak o „pornokracii“. Teodora dosadila na papežský stolec milence své dcery Marozie, Sergia III. a Jana X. Jan X. byl nakonec svržen a zabit ve vězení. Další papežem se stal syn Marozie a papeže Sergia III. Nový papež přijal jméno Jan XI. a bylo mu pouhých 20 let. Později byl dosazen na papežský stolec i Maroziin vnuk, kterému bylo 17 let a přijal jméno Jan XII.
V této době vzniká pověst o papežce Janě. Jako první ji zaznamenal kronikář Luitprand z Cremony. Měla to být satirická narážka na to, že místo mladého Jana XII. vládla jeho babička, tedy že nevládl Jan, nýbrž Jana. Ve 13. st. převzal tuto informaci německý kronikář Martin z Opavy, který legendu dále rozvinul. Jana se podle něj vydávala za muže a byla zvolena papežem. Vše vyšlo najevo až při procesí, kdy porodila dítě.

## Období Crescentiů (974–1012)
Po Janově smrti nastoupil papež Silvestr II. Byl naprosto odlišný od svých předchůdců, byl vzdělaný, věnoval se především matematice, filozofii a astronomii. Římský císař Oto III. si ho zvolil za rádce. Silvestr II. se snažil v Římě prosazovat reformy, ale nepochodil. Římský lid v něm viděl cizince dosazeného císařskou mocí. Silvestr II. musel z Říma uprchnout a zemřel v roce 1003 ve vyhnanství.

## Tuskulské papežství (1012–1048)
Poté římské rody opět začaly dosazovat své papeže; nevzdělané, bez většího rozhledu, kteří byli oddáni buď ženám nebo bohatství. Takovým papežem byl například Jan XIX., který byl znám svou zálibou ve zlatě. Po něm nastoupil Benedikt IX., jenž byl dosazen v 18 letech. Vedl rozmařilý život a okrádal římský lid, proto proti němu v roce 1044 vypuklo povstání.
Do čela povstání se postavil zbožný kněz Gracian. Ten zabránil krveprolití a nabídl papeži Benediktovi, aby rezignoval za tisíc stříbrných. Ten přijal a Gracian byl provolán papežem. Přijal jméno Řehoř VI. V roce 1046 přitáhl se svým vojskem císař Jindřich III. Byl to zbožný muž, ale domníval se, že reformu papežství musí provést Němci a ne Italové. Donutil Řehoře VI. k rezignaci. Ten dožil zbytek života ve Francii.

## Imperiální papežství (1048–1257)
Jindřich III. se postaral o řadu papežů německé národnosti, kteří byli závislí na císaři. Tito papeži se chopili velkých reforem. Klement II. se rázně postavil proti simonii, tj. prodávání církevních hodností za peníze. Lev IX. uspořádal několik synod pro povznesení kázně duchovenstva a seznamoval biskupy a kněze s reformními ideály. Za tohoto papeže roku 1054 došlo k definitivnímu odtržení byzantské východní církve od Říma. Posledním papežem dosazeným německým císařem byl Štěpán IX. To už císař Jindřich III. nežil. Jeho syn Jindřich IV. nebyl tak duchovně založený, což vedlo římský lid k žádosti o návrat italských papežů. Sesazený papež Řehoř VI. žil v exilu a vrátit se nechtěl. Poslal svého sekretáře Hildebranda, který dosáhl hned po svém příjezdu kardinálského klobouku. Lev IX. totiž ustanovil, že aktivní i pasivní právo papežské volby mají pouze kardinálové. Než se Hildebrand dostal na papežský stolec, vystřídali se zde Mikuláš II. a Alexandr II., oba byli už Italové, oddaní myšlence reformy.
Hildebrand přijal po nástupu na papežský stolec jméno Řehoř VII. Byl to zbožný, asketický muž se zápalem pro „Boží věc“. Řehoř VII. byl přesvědčen, že církev je královstvím Božím na zemi, a podle tohoto ideálu ji chtěl také přetvořit. Papež nechal roku 1074 a 1075 znovu vyhlásit dekrety předchozího papeže, tedy dekret o simonii a proti manželství kněží. Kdo neuposlechl, měl být exkomunikován. Prakticky trvalo až do 13. st., než se celibát závazně prosadil v celé církvi. Řehoř VII. také vystoupil proti dosazování papežů panovníky. Bylo potřeba zbavit se závislosti na Jindřichu IV., jenž nosil titul císař římský, který byl udělen v roce 800 Karlu Velikému. Protože panovník byl považován za ochránce církve, osoboval si často zásahy do vnitrocírkevního života. Řehoř VII. vydal tzv. Dictatus papae (papežské ustanovení), jímž prohlašuje, že pouze on jako hlava církve a zástupce Krista na zemi má právo jmenovat a uvádět do úřadu biskupy. Císař na to odpověděl svoláním synodu do Wormsu roku 1076, kde vydal manifest proti Hildebrandovi, ne papeži ale falešnému mnichovi. Řehoř VII. byl prohlášen za sesazeného a vyhlásil na císaře klatbu. To znamenalo, že Jindřich nemohl dále vládnout, proto se vydal se svým vojskem do Itálie, ale města se postavila za papeže. Jindřich se tedy musel kát a poprosit o zrušení klatby. Než to papež udělal, byl knížaty zvolen jeho švagr Rudolf. Rudolf se po návratu Jindřicha nechtěl svého postavení vzdát a papež se nabídl jako zprostředkovatel. Jindřich to odmítl a žádal o bezpodmínečné uznání svého nároku na trůn, jinak zvolí vzdoropapeže. Toto vyhrožování vedlo k další klatbě. Jindřichovi se ale podařilo shromáždit mohutné vojsko a obsadil Řím, zvolil ravennského biskupa Wiberta jako vzdoropapeže Klementa III. Řehoř VII. musel uprchnout do Palerma, kde roku 1085 umírá.
Svatý Řehoř VII. byl jeden z největších papežů středověku, jeho boj nebyl politický, šlo jen o obranu nezávislosti papežské moci. Tato nezávislost byla nutná pro vykonání potřebných reforem. Jindřich nechal vzdoropapeže Klementa III. v Římě intronizovat, což vyvolalo odpor kardinálů, kterým se podařilo Klementa po odchodu vojsk sesadit.
Dalším papežem se stal opat Viktor III., ten ale brzo umírá a na jeho místo nastupuje Urban II. Tento papež pokračoval v reformní politice Řehoře. Jindřich IV. vedl v Německu občanskou válku proti stoupencům Urbana II. a neustále dosazoval vzdoropapeže. Jeho syn Jindřich V. vedl dlouhá jednání s papeži Paschalem II. a Kalixtem II. Výsledkem bylo uzavření tzv. Wormského konkordátu roku 1122. Tímto se císař a všechna německá knížata vzdali investitury a ponechali jmenování biskupů v rukou papežových. Ve 12. st. přichází éra nezávislé papežské moci a zároveň relativní svoboda církve.
Od konce 11. do 13. st. byla na papežovu výzvu organizována řada vojenských dobyvačných výprav na Východ. Palestina byla v 7. st. dobyta mohamedánskými Araby, kteří nečinili překážky křesťanským poutníkům z Evropy. Zcela jiná situace nastala, když je nahradili roku 1070 Turci, taktéž mohamedáni. Ti dobyli i Jeruzalém a ovládli celou Palestinu. Turci prodávali poutníky z Evropy do otroctví, týrali je nebo je rovnou zabili. Nejvíce byla ohrožena Byzantská říše, proto se obrátila s prosbou o pomoc na papeže Urbana II. Papež svolal synodu do francouzského Clermontu roku 1095. Otřesné zacházení s poutníky vyvolalo mezi francouzskými rytíři a sedláky takový rozruch, že si sami přišívali na kabáty červený kříž a s pokřikem „Deus vult“ (Bůh tomu chce) se hlásili do boje za osvobození Svaté země. Urban II. vyhlásil křížovou výpravu, kterou označujeme jako první. Do čela křižáckých vojsk se postavil lotrinský vévoda Geoffroy de Bouillon a do čtyř let dobyli celou Palestinu. Jeruzalém se vzdal v roce 1099 a mohamedánské obyvatelstvo bylo krutě povražděno. Paschalis II., nástupce Urbana II., odmítl dalším výpravám požehnat, protože se dopustili tolika prolití krve. Bratr Geoffroye Balduin přijal po smrti svého bratra korunu a stal se králem nově zřízeného Jeruzalémského království. Řím zřídil v Jeruzalémě a v Antiochii nová arcibiskupství.
Zhruba sto let trvala v Palestině éra nazývána křižácká. Křížové výpravy přinesly Evropě rozšíření obzoru skrze kontakt s arabským a orientálním světem. Od Arabů Evropané převzali znalost Aristotelovy filozofie, prohloubili své znalosti matematiky, astronomie a celkově přírodních věd. Značně se rozšířila astrologie a věštění, což znovu oživilo představu o dobrém a zlém božstvu, což mělo své vyjádření, že Bůh a ďábel jsou si rovni jakožto dobrý a zlý bůh. Toto přisuzování moci ďáblu vedlo v pozdějších dobách k čarodějnickým procesům.
Dvanácté století bývá nazýváno zlatým obdobím církevních dějin. Znamenalo růst významu a vlivu církve, která se čím dál víc osvobozuje od světské moci. Zároveň je to doba velkého počtu světců. Ve 12. st. dochází k velkému rozmachu vědy a kulturního života. Přichází gotický styl, kdy je ideálem dosáhnout co nejvíc k Bohu. To symbolizují vysoké věže.
Významným papežem té doby byl Inocenc II., který velmi prosazoval askezi, čímž si znepřátelil část duchovenstva a ti zvolili vzdoropapeže Anakleta II. Anaklet II. dosáhl vyhnání Inocence II. do Francie. Nakonec, na přímluvu sv. Bernarda z Clairvaux, se ale mohl vrátit do Říma.
Dalším papežem se stal Evžen III. Proti němu povstal v Římě kněz a lidový vůdce Arnold z Brescie. Ten vyhlásil tzv. Římskou republiku, papež musel uprchnout a Arnold zavedl krvavý teror. Jeho řádění ukončil německý císař Fridrich I. Barbarossa. Za tuto pomoc chtěl ovládnout církev jako jeho předchůdci. Proti němu se postavili papežové Hadrián IV. a později Alexandr III.
Papež Inocenc III. byl téměř násilím přinucen, aby tuto funkci přijal. Žil asketickým životem a je i autorem dvou asketických spisů. Byl to dobrý právník, praktický politik a hospodář. Inocenc III. nebojoval jen za svobodu církve ale i za nadřazenost papeže nad církevní mocí. Také bránil nerozlučnost manželského sňatku v případě španělského a francouzského krále. Francii hrozil interdikt (tj. zákaz bohoslužeb), když král nepřijme svou ženu zpět z vyhnanství. Papež je znám tím, že svolal roku 1215 IV. lateránský koncil. Tam byla vyhlášena povinnost pro všechny katolíky, aby minimálně jednou za rok přistoupili ke zpovědi a svatému přijímání. Toto ustanovení je dokladem toho, že upadala účast věřícího lidu na eucharistii.
Významným činem ve 13. st. je založení františkánského a dominikánského řeholního řádu. Šlo o reakci na dobová kacířská hnutí, prosazovali askezi a chudobu. Rozvoji napomáhal i papež Inocenc III. Podporoval je i další papež Řehoř IX., který držel ochranou ruku nad Františkem a jeho řeholí.

## Avignonské papežství (1309–1378)
Roku 1303 spolu s pontifikátem Bonifácem VIII. končí éra v dějinách papežství, kdy papežové prosazují svou nadřazenost nad světskými vládami. Zejména francouzský král Filip IV. Sličný se snažil zasahovat do vnitrocírkevních záležitostí. Naopak se mu podařilo prosadit, že roku 1305 byl zvolen papežem Francouz – arcibiskup z Bordeaux Bertrand de Got, který přijal jméno Klement V. Papež byl oddán králi tak hluboce, že přeložil sídlo papeže z Říma do francouzského Avignonu. V tomto městě pobývalo ještě dalších šest papežů.
Řím během této doby pustl a lid trpěl neustálými boji mezi šlechtickými rody. Římskému notáři Colovi di Rienzo se podařilo získat vládu nad městem jako tribun lidu. Uznal ho i papež, ale při novém povstání lidu byl zabit. Papežský legát kardinál Albornoz udělal v Římě pořádek, pro svou spravedlnost si získal římský lid. Události v Římě obrátily pozornost zpátky k „Věčnému městu“, které chátralo čím dál víc. K návratu do Říma se odhodlal Urban V. Řím 63 let neměl žádného papeže. Urban V. zde nalezl jen zchátralé budovy, kde nemohly sídlit úřady, proto se zase vrátil do Avignonu.
Nový papež Řehoř XI. se do Říma vrátit nechtěl. Učinil tak na naléhání sv. Kateřiny Sienské. Ta papeže roku 1376 osobně navštívila a přemluvila ho, aby se vrátil do Říma a tentokrát už definitivně. Nebylo to pouze přáním této svaté panny, ale hrál zde roli i nátlak císaře Karla IV. Tímto doba papežů v Avignonu definitivně končí.

## Velký rozkol a papežské schizma (1378–1417)
Papež Řehoř XI. po návratu do Říma roku 1378 umírá. Obyvatelé se obávali že bude opět zvolen francouzský papež, který odjede do Avignonu, proto vtrhli do Vatikánu. Zvolen byl Bartolomeo Prigano a přijal jméno Urban VI. Byl to muž bezúhonný a zapálený pro reformu církve. Chyběla mu však schopnost kompromisu a také neuměl jednat s lidmi. Kardinálům, kteří se nechtěli vrátil z Avignonu, hrozil exkomunikací. Kardinálové se sešli již po několika měsících v italském městě Fondi a prohlásili volbu Urbana VI. za neplatnou. Zvolili si nového papeže, který přijal jméno Klement VII. Ten se přestěhoval znovu do Avignonu. Urban se ale svého úřadu nevzdal. Tak začalo v církvi 39leté období papežského schizmatu.
Jak římský, tak avignonský papež proti sobě vyhlašovali klatby a dokonce svolávali proti sobě vojska, což vedlo k zvyšování finančního břemene věřících. To znamenalo zvýšení daní, což vedlo také k zneužívání prodeje odpustků.
Otázka, který z papežů je ten pravý, vyvolávala nervozitu a napětí. Vzdělanci poukazovali na osvědčenou praxi, že když zachvátilo církev nějaké vnitřní napětí, řešení nalezl všeobecný koncil. V roce 1409 se sešli kardinálové z Říma a z Avignonu v italském městě Pisa. Vyzvali oba papeže k abdikaci, ti to odmítli. Oba byli prohlášeni za „rušitele míru“ a sesazeni. Přistoupilo se k volbě nového papeže a tím se stal Alexandr V. Ten se usadil v Bologni a byl uznán Francií, Anglií a většinou německých biskupů. Římský a avignonský papež se však nevzdali, takže církev měla tři papeže.
Dle pařížské univerzity byl konečně čas ke svolání koncilu. Toho se ujal Zikmund Lucemburský koncem roku 1414. Sněm si vytkl za cíl provést reformu „v hlavě i v údech“. Koncil došel k názoru že stojí nad papežem, tudíž mohl schválit cokoliv bez souhlasu papeže. Na koncilu došlo k odstranění papežského schizmatu a ke slovu se dostal konciliarismus, podle kterého je všeobecný koncil nadřazen i papeži.

## Renesanční papežství (1417–1534)
Kostnický koncil měl jako hlavní bod programu reformu církve, ale přinesl jen minimální nápravu. Odstranil sice papežské schizma, vnesl však do církve nauku o konciliarismu. To je názor, že koncil stojí nad papežem. Martin V., který byl zvolen na konci koncilu, vyslovil nesouhlas s některými závěry a prosadil jejich přezkoumání. To vedlo k napětí mezi papežem a reformními kardinály a biskupy, kteří požadovali důsledné plnění dekretů Kostnického koncilu, omezení papežské moci a vyhlášení nového koncilu.
Pontifikát Martina V. byl také poznamenán husitskými válkami, které svým významem přesahovaly český region a staly se celoevropskou záležitostí. Husité byli postrachem pro okolní území Německa, Polska a Uher. Martin V. s králem Zikmundem Lucemburským vyhlašovali proti husitům křížové výpravy.
Ačkoliv Martin V. přislíbil na Kostnickém koncilu, že nejpozději do roku 1423 vyhlásí nový, oddaloval termín pod nejrůznějšími záminkami. Pokračování husitských válek, poslední záchvěvy Arabů ve Španělsku a stoletá válka, to vše mu sloužilo jako důvod. Teprve v lednu roku 1431 bylo stanoveno datum. Zahájení koncilu se Martin V. už nedožil.
V únoru 1431 byl zvolen Evžen IV. Ještě před zvolením musel slíbit řadu ústupků a svolat basilejský koncil, ten byl zahájen v červnu 1431. Než se začaly projednávat vztahy koncilu k papeži, musela se vyřešit husitská otázka. Výsledkem koncilu bylo usmíření s umírněným křídlem husitů „kališníky“ a bylo jim uděleno povolení přijímaní pod obojím. Papeži se taková podřízenost nelíbila a koncil na 18 měsíců přerušil. Znovu ho nechal svolat v Boloni. Tento krok vedl k usnesení basilejských, že není možné koncil zrušit proti vůli většiny jeho členů a požadovali, aby se Evžen IV. dostavil do Basileje. Jelikož se papež nepodrobil, začal proti němu proces v nepřítomnosti, který jej označil za „umíněného“.
V době obnovení koncilu vzrůstalo nebezpečí ze strany Turků. Rada tedy začala s vyjednáváním s východní církví o společném boji. Tato politika přiměla Evžena k tomu, že podruhé koncil rozpustil (1437) a svolal nový do Ferrary. Ten začal 8. ledna 1438, ale po roce byl přeložen do Florencie. Existovaly tedy dva koncily zároveň, to vedlo k dvojpapežství. Koncil ve Florencii uznával Evžena IV., kdežto basilejský zvolil za papeže vévodu Amadea Savojského, který přijal jméno Felix V. Ten, aby byl uznán císařem, mu na oplátku nabídl svou dceru za ženu s věnem 200 tisíc dukátů. To vyvolalo v celém křesťanském světě skandál. Basilejský koncil nejenom že nic neudělal pro reformování církve, ale ještě víc prohloubil krizi tím, že vyhlásil vzdoropapeže.
Evžen IV. zvítězil nad Basilejí a přispěl k sjednocení církve. Nicméně dopomohl k zhroucení koncilního hnutí a obnovené papežství mělo jen zdání dominantního postavení. Toto vítězství bylo získáno tím, že udělal mnoho ústupků vládcům Evropy a papežství tak bylo více závislé na jejich příjmu.
Papežství v renesanci je obdobím, kdy papežové využívali církevní moci a peněz k podporování a povzbuzení humanistických umělců. V tomto období vzniká mnoho nových staveb a buduje se nový Řím.
V renesanční době byla většina humanistů křesťany. Přestože byli okouzleni antikou, dále si zachovávali křesťanskou víru. Umělci se pokoušeli napodobit architekturu, sochařství, poezii a literaturu, to vše mělo křesťanský podtext. Prvním renesančním papežem byl Mikuláš V. (1447–1455).
Je to ale také doba, kdy spolu soupeřily o moc nejbohatší rody Říma. Mezi nejsilnější rody patřily Borgiové, della Rovere a rod Medicejských. Každé z těchto rodin se podařilo dosadit na papežský stolec svého papeže.